# KBS第2ラジオ
KBS第2ラジオ（KBSだい2ラジオ）は、大韓民国の放送局である韓国放送公社が運営するラジオ放送である。愛称は「Happy FM」。

## 概要
主に中高年層を対象に、大衆音楽、娯楽番組などを放送している。有名な番組に「ユ・ジウォンの夜を忘れたあなたへ（밤을 잊은 그대에게）」などがある。
午前5時から翌日の午前3時までの22時間放送となっており、午前3時から午前4時54分までは放送休止となる。
1933年4月26日に、当時の朝鮮放送協会京城放送局第2放送として開局した。
かつては中波放送（AM）が全国で行われていたが、第3ラジオが開局しほとんどの中波周波数が編入されてからは、第2ラジオのAM周波数は首都圏603kHz、大邱慶北圏の558kHzのみとなった。2000年7月1日のFM106.1MHz(ソウル局)開局を皮切りに全国的にFM放送が構築された。 KBSのラジオ放送では第2FMと並んでCM送出を行っている。なお、2003年10月20日にはハッピーFM(Happy FM)という愛称が制定された。
ソウル本局のAM603kHzは250～500㎾の高出力で送出されている。このため夜には日本でも受信可能である。また大邱慶北圏の558㎑も250kWという高出力で送出されており、九州地方や中国地方を中心に同一周波数のラジオ関西と混信することがある。過去には深夜帯の時間を使って韓民族放送の番組を中継したこともあった。

## 沿革
- - 1933年 4月26日：京城放送局第2放送（呼出符号JODB、朝鮮語放送）としてラジオ放送開始。
  - 1947年：独立後、国際電気通信連合（ITU）から呼出符号HLを付与される。同時にHLSAに変更。京城放送局第2放送からKBS第2放送に局名を変更。
  - 1972年：周波数を660kHzから600kHzへ変更。番組内容も海外向け番組から娯楽及び教育番組に変更。
  - 1978年11月1日：国際電気通信連合がアジア地域のAM周波数間隔を10kHzから9kHzに変更。ソウル局も600kHzから603KHzに変更となった。
  - 1981年 3月16日：KBS釜山放送総局第3放送FM放送が開局（HLKE-FM、97.1MHz）。
  - 1981年 9月7日：午前0時をもって第3放送を第2放送（603kHz、639kHz）に統合。ニュース、エンターテイメント、歌謡番組を大幅に強化する。第3放送廃止後は一部の番組を第2放送に移管する。局名を第2放送から第2ラジオへ変更。
  - 1982年 1月25日：KBS 2TVと共にCM放送を開始。
  - 2000年1月1日：KBS第3ラジオ（第3放送とは異なる）開局により639kHzと、束草など一部のAM波は第3ラジオへ切り替えられた。
  - 2000年7月1日：朝5時より、首都圏にて標準FM放送が開始（HLSA-SFM、106.1MHz　10kW）。
  - 2000年8月1日：KBS済州放送総局第2ラジオ（HLQC-SFM 91.9MHz）開局、KBS束草放送局第2ラジオ（HLAH-SFM 102.1MHz）開局。
  - 2001年11月22日：KBS春川放送総局第2ラジオFM放送（HLCE-SFM、98.7MHz）開局。
  - 2001年11月30日：KBS大邱放送総局第2ラジオFM放送（HLQH-SFM、102.3MHz）開局。
  - 2001年12月5日：KBS大田放送総局第2ラジオFM放送（HLQT-SFM FM 100.9MHz）開局、KBS光州放送総局第2ラジオFM放送（HLAA-SFM 95.5MHz）開局。
  - 2002年10月10日：KBS全州放送総局第2ラジオFM放送（HLAS-SFM、92.9MHz　3㎾）開局。
  - 2002年10月17日：KBS昌原放送総局第2ラジオFM放送開局（HLKD-SFM 106.1MHz）開局（ステレオ放送）。
  - 2002年10月25日：KBS済州放送総局第2ラジオ三梅峰中継所のFM周波数を変更（94.3→89.7MHz）。
  - 2003年10月20日：KBS第2ラジオの愛称「KBSハッピーFM（Happy FM）」が制定される。
  - 2003年11月5日：KBS順天放送局第2ラジオFM（ 102.7MHz、100.9MHz、106.7MHz、呼符号HLAA-SFM）開局。
  - 2003年11月7日：KBS清州放送総局第2ラジオ放送（90.9MHz、呼符号HLAC-SFM）開局。
  - 2012年12月31日：KBS大邱放送総局第2ラジオ（HLQH-SFM、88.9MHz）開局。

## 周波数
| 局名          | 呼出符号 | 送信所        | 周波数      | 空中線電力              |
| ------------- | -------- | ------------- | ----------- | ----------------------- |
| KBS 第2ラジオ | HLSA     | 남양 송신소   | AM 603kHz   | 250kW(昼間) 500kW(夜間) |
| KBS 第2ラジオ | HLSA-SFM | 관악산 송신소 | FM 106.1MHz | 10kW                    |
| KBS春川       | HLCE-SFM | 화악산 송신소 | FM 98.7MHz  | 3kW                     |
| KBS春川       | HLCE-SFM | 윗도골 송신소 | FM 100.5MHz | 300W                    |
| KBS春川       | HLCE-SFM | 인제 중계소   | FM 88.1MHz  | 100W                    |
| KBS江陵       | HLAH-SFM | 괘방산 송신소 | FM 102.1MHz | 5kW                     |
| KBS江陵       | HLAH-SFM | 속초 중계소   | FM 106.7MHz | 100W                    |
| KBS江陵       | HLAH-SFM | 양양 중계소   | FM 103.9MHz | 100W                    |
| KBS全州       | HLAS-SFM | 모악산 송신소 | FM 92.9MHz  | 3kW                     |
| KBS光州       | HLAA-SFM | 무등산 송신소 | FM 95.5MHz  | 3kW                     |
| KBS光州       | HLAA-SFM | 대둔산 중계소 | FM 88.1MHz  | 100W                    |
| KBS光州       | HLAA-SFM | 남산 중계소   | FM 102.7MHz | 1kW                     |
| KBS光州       | HLAA-SFM | 구봉산 중계소 | FM 100.9MHz | 500W                    |
| KBS光州       | HLAA-SFM | 고흥 중계소   | FM 106.7MHz | 10W                     |
| KBS清州       | HLAC-SFM | 우암산 송신소 | FM 90.9MHz  | 1kW                     |
| KBS大邱       | HLQH     | 영일 송신소   | AM 558kHz   | 250kW                   |
| KBS大邱       | HLQH-SFM | 팔공산 송신소 | FM 102.3MHz | 3kW                     |
| KBS大邱       | HLQH-SFM | 김천 중계소   | FM 88.9MHz  | 100W                    |
| KBS大邱       | HLQH-SFM | 울릉 중계소   | FM 92.1MHz  | 250W                    |
| KBS済州       | HLQC-SFM | 견월악 송신소 | FM 91.9MHz  | 3kW                     |
| KBS済州       | HLQC-SFM | 삼매봉 중계소 | FM 89.7MHz  | 1kW                     |
| KBS済州       | HLQC-SFM | 금악 중계소   | FM 92.7MHz  | 100W                    |
| KBS釜山       | HLKE-SFM | 황령산 송신소 | FM 97.1MHz  | 3kW                     |
| KBS釜山       | HLKE-SFM | 기장 중계소   | FM 99.5MHz  | 15W                     |
| KBS釜山       | HLKE-SFM | 양산 중계소   | FM 99.5MHz  | 20W                     |
| KBS釜山       | HLKE-SFM | 정관 중계소   | FM 99.5MHz  | 20W                     |
| KBS釜山       | HLKE-SFM | 녹산 중계소   | FM 99.5MHz  | 30W                     |
| 昌原          | HLKD-SFM | 불모산 송신소 | FM 106.1MHz | 3kW                     |
| 昌原          | HLKD-SFM | 생초 중계소   | FM 99.7MHz  | 100W                    |
| KBS大田       | HLQT-SFM | 식장산 송신소 | FM 100.9MHz | 3kW                     |
| KBS大田       | HLQT-SFM | 옥마산 중계소 | FM 89.5MHz  | 100W                    |

## 時報
毎時正時に時報を送出する。ただし、放送が開始される午前5時には地域局別に独自の時報が送出される。ニュースと次の番組の間には現在時刻を知らせる時報が送出される。

## 提供時報
- 一部時間帯において、サムスン電子による時報CMが送出される。
  - サムスン電子（08時、09時時報提供）
  - 番組告知（00時～02時、06時、10時、14時～17時、20時～23時時報提供）
  - KBS2ラジオ（07時、11時～13時、18時、19時時報提供）

## 時報前コメント
- 時報前の局名告知の文は、全局で統一されている。
  - 朝5時：良い放送、明るい明日、KBSが5時をお知らせします。 FM 106.1MHz、KBS第2ラジオです。 HLSA。（ソウル局の場合）
  - 朝6時～翌日夜明け2時（時報CM）：KBSハッピーFM、第2ラジオです。 （企業名）が◯時をお知らせします。
  - 朝6時～翌日夜明け2時（広告なしの場合）：まもなく◯時から（番組タイトル） をお送りします／この（番組タイトル）が続きます。 KBSハッピーFM、第2ラジオです。
  - 午前11時～午後1時、夕方6時～7時（広告なし）：KBSハッピーFM、第2ラジオです。 - （局名ジングル） - 今日も幸せな一日。KBSハッピーFMが◯時をお知らせします。